# Байрамлы (Ширван)
Байрамлы́ (азерб. Bayramlı) — посёлок в административном подчинении города Ширван, Азербайджан. В отличие от основной части города Ширван, посёлок Байрымлы расположен на правом берегу реки Кура.

## История
Посёлок выделен из состава города Али-Байрамлы (ныне Ширван) в 2004 году.

## Инфраструктура
Площадь посёлка составляет 120 га, население 2552 человека. Население в основном занято частным хозяйством.